# Massimo Mariotto
Massimo Mariotto (San Stino di Livenza, 12 febbraio 1966) è un dirigente sportivo ed ex calciatore italiano, di ruolo centrocampista.

## Carriera

### Calciatore
Ha disputato oltre 400 presenze da professionista. Di queste, 217 sono state collezionate con la maglia della Reggina: è al sesto posto tra i giocatori con più presenze in amaranto.
Con la squadra calabrese ha ottenuto due promozioni dalla Serie C1 alla Serie B; ha inoltre perso uno spareggio per la promozione in Serie A nel 1989 contro la Cremonese.
Prima di militare in amaranto, ha esordito da professionista nel Conegliano, squadra che lo acquistò per le giovanili. A 19 anni si trasferisce alla Fiorentina, dove però non disputa alcuna partita; nel 1985-1986 passa al Mestre in C2. L'anno seguente approda alla Reggina, dove resta fino all'ottobre 1990.
Nel 1990 va in prestito al Como in Serie C1; ritorna poi alla Reggina e nel 1992-1993 disputa 12 partite in Serie A con l'Udinese. Dal 1993 al 1998 disputa la Serie C1 con le maglie di Reggina, Alessandria e Atletico Catania. Chiude la carriera da calciatore al Catanzaro in Serie C2.

### Dirigente
Dopo il ritiro ha intrapreso la carriera di direttore sportivo, prima al Sant'Anastasia Calcio, successivamente all'Atletico Catania. Dal 2002 al 2008 è tornato in Calabria, alla Vibonese, per poi trasferirsi al Benevento, società con la quale rimane in carica tra il 2008 e il 2012. Nel 2012 passa alla Salernitana, per poi lasciare l'incarico nel luglio 2013. Nel 2016 diventa direttore sportivo del Monopoli in Lega Pro.

## Statistiche

### Presenze e reti nei club
| Stagione           | Squadra            | Campionato         | Campionato | Campionato |
| Stagione           | Squadra            | Comp               | Pres       | Reti       |
| ------------------ | ------------------ | ------------------ | ---------- | ---------- |
| 1982-1983          | Conegliano         | C2                 | 17         | 0          |
| 1983-1984          | Conegliano         | D                  | 27         | 1          |
| Totale Conegliano  | Totale Conegliano  | Totale Conegliano  | 44         | 1          |
| 1984-1985          | Fiorentina         | A                  | 0          | 0          |
| 1985-1986          | Mestre             | C2                 | 16         | 3          |
| 1986-1987          | Reggina            | C1                 | 26         | 1          |
| 1987-1988          | Reggina            | C1                 | 31         | 3          |
| 1988-1989          | Reggina            | B                  | 31         | 1          |
| 1989-1990          | Reggina            | B                  | 31         | 3          |
| lug.-ott. 1990     | Reggina            | B                  | 1          | 0          |
| ott. 1990-1991     | Como               | C1                 | 23         | 1          |
| 1991-1992          | Reggina            | C1                 | 31         | 2          |
| 1992-1993          | Udinese            | A                  | 12         | 0          |
| 1993-1994          | Reggina            | C1                 | 34         | 2          |
| 1994-1995          | Reggina            | C1                 | 32         | 1          |
| Totale Reggina     | Totale Reggina     | Totale Reggina     | 217        | 13         |
| 1995-1996          | Alessandria        | C1                 | 29         | 0          |
| 1996-1997          | Alessandria        | C1                 | 32         | 0          |
| Totale Alessandria | Totale Alessandria | Totale Alessandria | 61         | 0          |
| 1997-1998          | Atletico Catania   | C1                 | 28         | 0          |
| 1998-1999          | Catanzaro          | C2                 | 28         | 0          |
| Totale carriera    | Totale carriera    | Totale carriera    | 429        | 18         |

## Palmarès
- Campionato italiano Serie C: 1

Reggina: 1994-1995